# Abarema agropecuaria
Abarema agropecuaria és una espècie de llegum del gènere Abarema a la família Fabaceae.